# Daniel Havel
Daniel Havel (ur. 10 sierpnia 1991) – czeski kajakarz. Dwukrotny brązowy medalista olimpijski.
Medale zdobywał w 2012 i 2016 w kajakowej czwórce na dystansie 1000 metrów. Podczas obu startów osadę tworzyli również Josef Dostál, Jan Štěrba i Lukáš Trefil. Na mistrzostwach świata wywalczył sześć medali. Sięgnął po złoto w kajakowej czwórce na dystansie 1000 metrów w 2014, srebro w 2013 oraz brąz w 2010 i 2015. W 2017 sięgnął po dwa brązowe medale: w czwórce na dystansie 500 metrów i dójce na dystansie 1000 metrów. Był trzykrotnym złotym medalistą mistrzostw Europy w czwórce na dystansie 1000 metrów, zwyciężając w 2013, 2014 i 2015. Ponadto zdobył trzy brązowe krążki europejskiego czempionatu.